# Cesidio Casinelli
Cesidio Casinelli (Arpino, 26 agosto 1949 – Sora, 12 agosto 2015) è stato un politico italiano.

## Biografia
Laureato in ingegneria meccanica, dal 1996 è stato deputato della XIII legislatura nel gruppo Popolari Democratici-L'Ulivo. Nel 2001 viene ricandidato dall'Ulivo nel collegio uninominale di Sora, ottenendo il 40,1% senza essere rieletto.
Nel 2006 è stato è eletto sindaco di Sora nelle liste de La Margherita (poi confluita nel Partito Democratico) e ha guidato una giunta di centro-sinistra fino alla scadenza del mandato nel 2011.
Muore il 12 agosto 2015, due settimane prima di compiere 66 anni.